# Dendrolycosa kakadu
Espèce
Dendrolycosa kakadu est une espèce d'araignées aranéomorphes de la famille des Pisauridae.

## Distribution
Cette espèce est endémique du Territoire du Nord en Australie. Elle se rencontre vers le parc national de Kakadu.

## Description
Le mâle holotype mesure 4,67 mm.

## Étymologie
Son nom d'espèce lui a été donné en référence au lieu de sa découverte, le parc national de Kakadu.

## Publication originale
- Raven & Hebron, 2018 : A review of the water spider family Pisauridae in Australia and New Caledonia with descriptions of four new genera and 23 new species. Memoirs of the Queensland Museum, Nature, vol. 60, p. 233-381 (texte intégral).